# Rugby Afrique
Rugby Afrique (en español: Rugby África, en inglés Rugby Africa), es el órgano rector de la unión del rugby en ese continente. La Confederación tiene actualmente 37 países miembros y es responsable de la elaboración de varios torneos de rugby dentro de África, especialmente la Africa Cup, y CAR Super 16. El ente a su vez, está afiliado a la World Rugby, sucesora de la International Rugby Board, organismo rector del rugby a nivel mundial como una de las 6 asociaciones regionales integrantes.

## Historia
La Confederación fue lanzada oficialmente en enero de 1986 en Túnez bajo el nombre de Confederación Africana de Rugby Amateur (en francés: "Confédération Africaine de Rugby"). Los miembros inaugurales de la unión fueron Costa de Marfil, Kenia, Madagascar, Marruecos, Senegal, Seychelles, Tanzania y Túnez. Se celebró una reunión en julio de 1992 en Casablanca con el objetivo de integrar a Sudáfrica a la confederación, a este país se le había negado la entrada hasta el momento debido a la política de apartheid (el rugby sudafricano había sido gobernado en forma predominantemente por blancos en la South African Rugby Board y principalmente por negros en la antigua South Africa Rugby Union). En marzo de 1992 éstos se combinaron formalmente para crear la actual South African Rugby Union (SARU). La Confederación cuenta ahora con 37 países miembros.

## Rankings de selecciones
| Ranking masculino                  |     |                 |         |
| Actualizado al 16 de enero de 2021 |     |                 |         |
| RA                                 | WR  | Selección       | Puntaje |
| 1                                  | 1   | Sudáfrica       | 94.20   |
| 2                                  | 24  | Namibia         | 61.04   |
| 3                                  | 32  | Kenia           | 52.55   |
| 4                                  | 35  | Zimbabue        | 50.71   |
| 5                                  | 39  | Túnez           | 48.55   |
| 6                                  | 40  | Uganda          | 47.85   |
| 7                                  | 42  | Costa de Marfil | 47.62   |
| 8                                  | 48  | Marruecos       | 46.33   |
| 9                                  | 51  | Madagascar      | 45.14   |
| 10                                 | 54  | Senegal         | 44.89   |
| 11                                 | 66  | Zambia          | 39.04   |
| 12                                 | 69  | Nigeria         | 38.37   |
| 13                                 | 77  | Botsuana        | 36.21   |
| 14                                 | 87  | Ghana           | 32.52   |
| 15                                 | 90  | Mauricio        | 30.56   |
| 16                                 | 92  | Ruanda          | 29.78   |
| 17                                 | 98  | Suazilandia     | 26.04   |
| 18                                 | 101 | Camerún         | 20.33   |

| Ranking femenino                   |    |            |         |
| Actualizado al 16 de enero de 2021 |    |            |         |
| RA                                 | WR | Selección  | Puntaje |
| 1                                  | 13 | Sudáfrica  | 63.39   |
| 2                                  | 24 | Kenia      | 46.72   |
| 3                                  | 27 | Zambia     | 41.87   |
| 4                                  | 33 | Madagascar | 39.23   |
| 5                                  | 37 | Zimbabue   | 38.83   |
| 6                                  | 38 | Uganda     | 38.05   |
| 7                                  | 50 | Botsuana   | 33.30   |

Nota: Las selecciones de Rugby Afrique que no figuran en el ranking, es porque sus uniones aún no están afiliadas a World Rugby.

## Competiciones

### Rugby 15
| Torneo                     | Última edición         | Campeón vigente  |
| -------------------------- | ---------------------- | ---------------- |
| Rugby Africa Cup           | Rugby Africa Cup 2024  | Zimbabue         |
| Africa Cup Silver Cup      | Silver Cup 2018        | Argelia          |
| Africa Cup Bronze Cup      | Bronze Cup 2018        | Ghana            |
| Trophée Barthés 1.er nivel | Trophée Barthés 2025   | Namibia (M20)    |
| Trophée Barthés 2.º nivel  | Trophée Barthés B 2019 | Madagascar (M20) |
| Trophée Barthés 3.er nivel | Trophée Barthés C 2019 | Zambia (M20)     |

| Torneo                   | Última edición   | Campeón vigente |
| ------------------------ | ---------------- | --------------- |
| Rugby Africa Women's Cup | Women’s Cup 2024 | Sudáfrica       |

### Rugby 7
| Torneo            | Última edición         | Campeón vigente |
| ----------------- | ---------------------- | --------------- |
| Africa Cup Sevens | Africa Cup Sevens 2024 | Uganda          |

| Torneo         | Última edición      | Campeón vigente |
| -------------- | ------------------- | --------------- |
| Women’s Sevens | Women’s Sevens 2024 | Sudáfrica       |

## Miembros
| País                            | Federación                           | Selección                       |
| ------------------------------- | ------------------------------------ | ------------------------------- |
| Argelia                         | Fédération de rugby algérienne       | Argelia                         |
| Benín                           |                                      | Benín                           |
| Botsuana                        | Botswana Rugby Union                 | Botsuana                        |
| Burkina Faso                    |                                      | Burkina Faso                    |
| Burundi                         |                                      | Burundi                         |
| Camerún                         |                                      | Camerún                         |
| Chad                            |                                      | Chad                            |
| Costa de Marfil                 | Fédération Ivoirienne de Rugby       | Costa de Marfil                 |
| Gabón                           |                                      | Gabón                           |
| Ghana                           | Ghana Rugby Football Union           | Ghana                           |
| Guinea                          |                                      | Guinea                          |
| Kenia                           | Kenya Rugby Union                    | Kenia                           |
| Lesoto                          |                                      | Lesoto                          |
| Madagascar                      | Fédération Malagasy de Rugby         | Madagascar                      |
| Malaui                          |                                      | Malaui                          |
| Mali                            |                                      | Mali                            |
| Marruecos                       | Fédération Royale Marocaine de Rugby | Marruecos                       |
| Mauricio                        | Rugby Union Mauritius                | Mauricio                        |
| Namibia                         | Namibia Rugby Union                  | Namibia                         |
| Níger                           |                                      | Níger                           |
| Nigeria                         | Nigeria Rugby Football Federation    | Nigeria                         |
| República Centroafricana        |                                      | República Centroafricana        |
| República del Congo             |                                      | República del Congo             |
| República Democrática del Congo |                                      | República Democrática del Congo |
| Ruanda                          | Fédération Rwandaise de Rugby        | Ruanda                          |
| Senegal                         | Fédération Sénégalaise de Rugby      | Senegal                         |
| Seychelles                      |                                      | Seychelles                      |
| Sierra Leona                    |                                      | Sierra Leona                    |
| Suazilandia                     | Swaziland Rugby Union                | Suazilandia                     |
| Sudáfrica                       | South African Rugby Union            | Sudáfrica                       |
| Tanzania                        |                                      | Tanzania                        |
| Togo                            |                                      | Togo                            |
| Túnez                           | Fédération Tunisienne de Rugby       | Túnez                           |
| Uganda                          | Uganda Rugby Football Union          | Uganda                          |
| Zambia                          | Zambia Rugby Football Union          | Zambia                          |
| Zimbabue                        | Zimbabwe Rugby Union                 | Zimbabue                        |